# Powiat de Góra
Le powiat de Góra (en polonais : powiat górowski) est un powiat appartenant à la voïvodie de Basse-Silésie dans le sud-ouest de la Pologne.

## Division administrative
Le powiat comprend 4 communes :
- Communes urbaines-rurales : Góra, Wąsosz
- Communes rurales : Jemielno, Niechlów